# Dorfkirche Oberröppisch

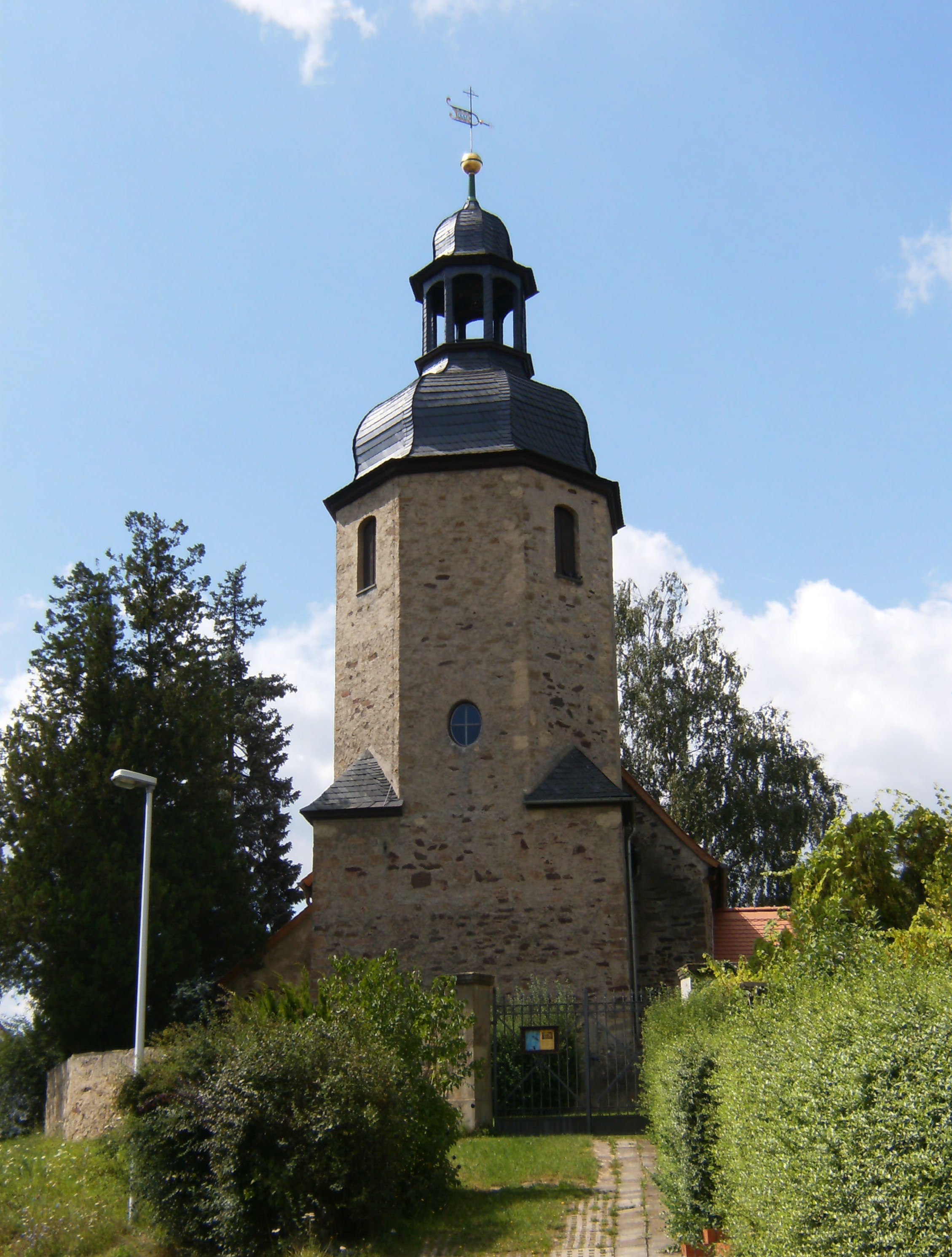
Die Kirche

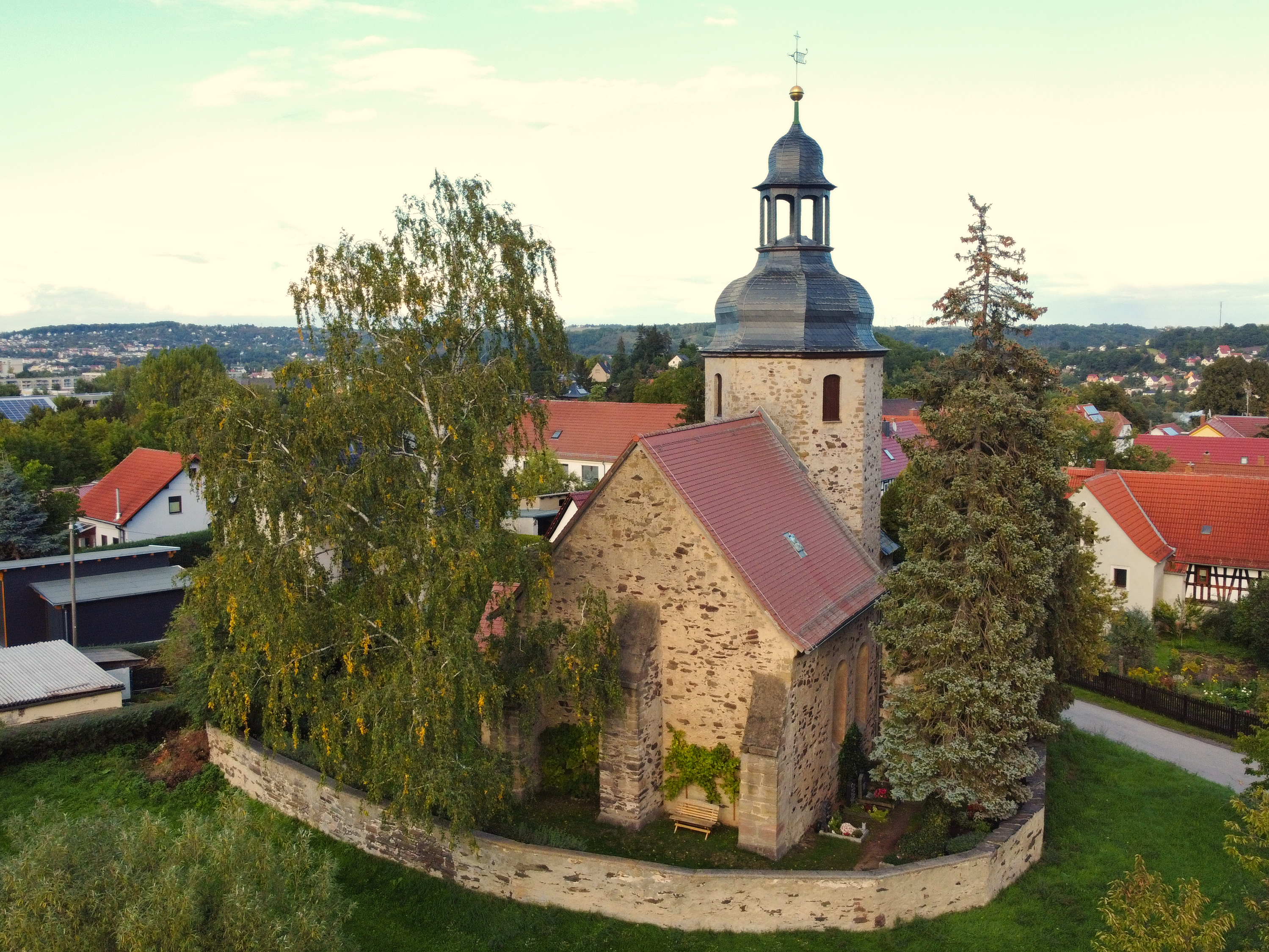
Luftaufnahme, 2022

Die evangelische Dorfkirche Oberröppisch steht im Ortsteil Oberröppisch der kreisfreien Stadt Gera in Thüringen. Sie gehört zur Kirchengemeinde Gera-Lusan im Kirchenkreis Gera der Evangelischen Kirche in Mitteldeutschland.

## Geschichte
Die quadratische am oberen Ende des Dorfes befindliche Kirche mit ihrem romanischen Chor stammt wohl aus dem 13. Jahrhundert.
Im 17. Jahrhundert erfolgten Umbauten, und im 18. Jahrhundert erhielt die Kirche ihr heutiges Gesicht.
Der Chorraum ist aus Fachwerk mit Bruchsteinen verblendet und hat eine geschweifte Haube mit Laterne.
Ausgestattet ist das Haus mit mehrfach veränderten zweiseitigen Emporen. Die reich verzierte Renaissancekanzel mit Schalldeckel, worauf ein Kreuz eine Weltkugel trägt, befindet sich an der Südseite des Triumphbogens.
Die Rokokotüren stammen aus dem Ende des 18. Jahrhunderts.
1993 wurde das Gebäude und 1998 der Kirchturm generalsaniert.